# Judy Connor
Judith "Judy" Connor-Chaloner (18 de novembro de 1953) é uma ex-tenista profissional neo-zelandesa.

## Grand Slam Finais

### Duplas (1 título)
| N. | Ano  | Torneio                    | Piso  | Parceira    | Oponentes                       | Placar        |
| 1. | 1979 | Australian Open, Melbourne | Grama | Diane Evers | Leanne Harrison Marcella Mesker | 6-2, 1-6, 6-0 |